# ريموند بنسون
ريموند بنسون (بالإنجليزية: Raymond Benson)‏‏ (6 سبتمبر 1955 في تكساس - )؛ كاتب قصص قصيرة، وروائي، وكاتب، وملحن من الولايات المتحدة.

## روابط خارجية
- ريموند بنسون على موقع IMDb (الإنجليزية)